# Valparaíso de Abajo
Valparaíso de Abajo ist Ortsteil der Gemeinde Campos del Paraíso in der Provinz Cuenca in Spanien. Bis zur Gemeindereform war Valparaíso de Abajo ein selbständiges Dorf. Dann wurde es mit vier anderen Dörfern zur neuen Großgemeinde Campos des Paraíso zusammengeschlossen. Die Ortsnamen bedeuten auf Deutsch 'Ober-Paradiestal' (V. de Abajo), 'Unterparadiestal' (Valparaíso de Arriba) und 'Paradiesfeld' (Campos del Paraíso).